# Barbora Macurová
Barbora Macurová, née le 5 août 1999, est une coureuse de fond tchèque spécialisée en skyrunning. Elle a remporté la médaille d'argent sur l'épreuve de trail court aux championnats du monde de course en montagne et trail 2022.

## Biographie
Barbora Macurová pratique le football et le floorball durant sa jeunesse. Elle est entraînée par ses sœurs aînées à se mettre à la course à pied, notamment pour participer à l'ultra-trail Beskydská Sedmička de 100 kilomètres en équipe. Courant avec sa sœur Petra, le duo remporte la course en 2018 en moins de 15 heures. Elle s'essaye par la suite avec succès au skyrunning.
Sur conseil de son entraîneur, elle décide de s'essayer à la course sur route afin d'améliorer sa vitesse. Le 10 avril 2021, elle prend part à sa première compétition sur route lors des championnats de Tchéquie de semi-marathon à Ostřešany. Alors que la favorite Tereza Hrochová domine la course pour remporter le titre, Barbora Macurová crée la surprise en s'emparant de la médaille d'argent en 1 h 16 min 54 s. Fin juillet, elle participe aux championnats du monde jeunesse de skyrunning à Fonte Cerreto. Elle domine les épreuves de SkyRace et de kilomètre vertical pour remporter les titres dans la catégorie U23, ainsi que dans le combiné. Le 15 août, elle prend le départ du semi-marathon de Krkonoše, manche de la Coupe du monde de course en montagne et championnats de Tchéquie de course en montagne longue distance. La favorite Joyce Muthoni Njeru domine la course pour remporter la victoire mais Barbora Macurová réalise une excellente course, parvenant à suivre la Kényane. Elle termine deuxième à 25 secondes derrière Joyce Muthoni Njeru et remporte le titre national.
En 2022, elle fait ses débuts sur la distance du marathon à Prague. Elle réalise une solide performance et termine en 2 h 45 min 58 s. Elle se classe deuxième Tchèque derière Marcela Joglová. L'épreuve comptant comme championnats de Tchéquie de la discipline, elle remporte la médaille d'argent. En septembre, elle participe aux championnats du monde de skyrunning dans la province du Verbano-Cusio-Ossola. Elle se classe septième du kilomètre vertical puis échoue au pied du podium du SkyMarathon pour moins d'une minute. Elle se console en remportant la médaille d'or du combiné. Le 5 novembre, elle s'élance sur l'épreuve de trail court aux championnats du monde de course en montagne et trail à Chiang Mai. Tandis que la Roumaine Denisa Dragomir mène la course en tête, Barbora Macurová effectue une solide course et se retrouve dans le groupe de pourusivantes. En fin de course, elle hausse le rythme pour récupérer la deuxième place et comble son retard sur la Roumaine pour s'assurer de la médaille d'argent.

## Palmarès
| no  | féminin            | Course                                                   | Longueur | Départ            | Temps           |
| --- | ------------------ | -------------------------------------------------------- | -------- | ----------------- | --------------- |
| 28e | Médaille de bronze | Lysohorský SkyRace                                       | 30 km    | 6 juin 2020       | 3 h 12 min 54 s |
| 8e  | Médaille d'or      | Lysohorský SkyRace                                       | 30 km    | 5 juin 2021       | 2 h 48 min 52 s |
| 23e | Médaille d'argent  | Semi-marathon de Krkonoše                                | 21 km    | 15 août 2021      | 1 h 50 min 27 s |
| 15e | Médaille d'or      | Lysohorský SkyRace                                       | 30 km    | 4 juin 2022       | 3 h 4 min 41 s  |
| 42e | 7e                 | Championnats du monde de skyrunning - Kilomètre vertical | 3,75 km  | 9 septembre 2022  | 45 min 53 s     |
| 43e | 4e                 | Championnats du monde de skyrunning - SkyMarathon        | 31 km    | 11 septembre 2022 | 3 h 36 min 49 s |
| 46e | Médaille d'argent  | Championnats du monde de trail - Court                   | 48 km    | 5 novembre 2022   | 3 h 51 min 22 s |

## Records
| Épreuve       | Performance     | Date              | Lieu       |
| ------------- | --------------- | ----------------- | ---------- |
| 1 500 mètres  | 5 min 8 s 52    | 3 septembre 2022  | Hodonín    |
| 5 000 mètres  | 17 min 29 s 57  | 28 août 2021      | Pilsen     |
| 10 000 mètres | 36 min 48 s 05  | 23 avril 2022     | Otrokovice |
| 10 kilomètres | 36 min 8 s      | 26 septembre 2021 | Prague     |
| Semi-marathon | 1 h 13 min 21 s | 1er avril 2023    | Prague     |
| Marathon      | 2 h 35 min 25 s | 7 mai 2023        | Prague     |